# Hopman Cup 2000
La Hopman Cup 2000 è stata la 12ª edizione della Hopman Cup, torneo di tennis riservato a squadre miste.
Vi hanno partecipato 8 squadre di tutti i continenti e si è disputata al Burswood Entertainment Complex di Perth in Australia, dal 1° all'8 gennaio 2000.
La vittoria è andata alla coppia sudafricana formata da Amanda Coetzer e Wayne Ferreira, che hanno battuto la coppia thailandese formata da Tamarine Tanasugarn e Paradorn Srichaphan.

## Squadre
1. Sudafrica – Amanda Coetzer e Wayne Ferreira (campioni)
2. Thailandia – Tamarine Tanasugarn e Paradorn Srichaphan (finalisti)
3. Svezia – Åsa Svensson e Jonas Björkman
4. Stati Uniti – Alexandra Stevenson e James Blake
5. Belgio – Dominique Van Roost e Xavier Malisse
6. Austria – Barbara Schett e Stefan Koubek
7. Australia – Jelena Dokić e Mark Philippoussis
8. Slovacchia – Henrieta Nagyová e Karol Kučera (qualificata)
9. Giappone – Ai Sugiyama e Takao Suzuki (Eliminati nei Play-off)

## Play-off

### Thailandia vs. Giappone
| Thailandia 2 | Burswood Entertainment Complex, Perth gennaio 2000 Cemento indoor | Burswood Entertainment Complex, Perth gennaio 2000 Cemento indoor    | Giappone 1 |      |   |  |
| \| \| \| \| 1 \| 2 \| 3 \| \| \| - \| \| -------------------------------------------------------------------- \| --- \| ---- \| - \| \| \| 1 \| \| Tamarine Tanasugarn Ai Sugiyama \| 6 1 \| 6 3 \| \| \| \| 2 \| \| Paradorn Srichaphan Takao Suzuki \| 6 3 \| 7 62 \| \| \| \| 3 \| \| Tamarine Tanasugarn / Paradorn Srichaphan Ai Sugiyama / Takao Suzuki \| 3 6 \| 4 6 \| \| \| |                                                                   |                                                                      |            |      |   |  |
| |                                                                   |                                                                      | 1          | 2    | 3 |  |
| 1 | Thailandia (bandiera) · Giappone (bandiera)                       | Tamarine Tanasugarn Ai Sugiyama                                      | 6 1        | 6 3  |   |  |
| 2 | Thailandia (bandiera) · Giappone (bandiera)                       | Paradorn Srichaphan Takao Suzuki                                     | 6 3        | 7 62 |   |  |
| 3 | Thailandia (bandiera) · Giappone (bandiera)                       | Tamarine Tanasugarn / Paradorn Srichaphan Ai Sugiyama / Takao Suzuki | 3 6        | 4 6  |   |  |

## Gruppo A

### Classifica
| Posizione | Nazione    | V     | S | Incontri | Set    |
| --------- | ---------- | ----- | - | -------- | ------ |
| 1         | Thailandia | 2     | 1 | 6 – 3    | 12 – 9 |
| 2         | Austria    | 2     | 1 | 5 – 4    | 13 – 9 |
| 3         | Australia  | 1     | 2 | 3 – 6    | 7 – 14 |
| 4         | Slovacchia | 0     | 2 | 1 – 5    | 5 – 11 |
| 5         | Giappone   | N / A |   |          |        |

### Austria vs. Slovacchia
| Austria 2 | Burswood Entertainment Complex, Perth gennaio 2000 Cemento indoor | Burswood Entertainment Complex, Perth gennaio 2000 Cemento indoor | Slovacchia 1 |     |     |  |
| \| \| \| \| 1 \| 2 \| 3 \| \| \| - \| \| -------------------------------------------------------------- \| --- \| --- \| --- \| \| \| 1 \| \| Barbara Schett Henrieta Nagyová \| 6 2 \| 6 3 \| \| \| \| 2 \| \| Stefan Koubek Karol Kučera \| 4 6 \| 6 0 \| 3 6 \| \| \| 3 \| \| Barbara Schett / Stefan Koubek Henrieta Nagyová / Karol Kučera \| 6 2 \| 3 6 \| 6 3 \| \| |                                                                   |                                                                   |              |     |     |  |
| |                                                                   |                                                                   | 1            | 2   | 3   |  |
| 1 | Austria (bandiera) · Slovacchia (bandiera)                        | Barbara Schett Henrieta Nagyová                                   | 6 2          | 6 3 |     |  |
| 2 | Austria (bandiera) · Slovacchia (bandiera)                        | Stefan Koubek Karol Kučera                                        | 4 6          | 6 0 | 3 6 |  |
| 3 | Austria (bandiera) · Slovacchia (bandiera)                        | Barbara Schett / Stefan Koubek Henrieta Nagyová / Karol Kučera    | 6 2          | 3 6 | 6 3 |  |

### Thailandia vs. Australia
| Thailandia 2 | Burswood Entertainment Complex, Perth gennaio 2000 Cemento indoor | Burswood Entertainment Complex, Perth gennaio 2000 Cemento indoor           | Australia 1 |     |     |  |
| \| \| \| \| 1 \| 2 \| 3 \| \| \| - \| \| --------------------------------------------------------------------------- \| --- \| --- \| --- \| \| \| 1 \| \| Tamarine Tanasugarn Jelena Dokić \| 6 1 \| 6 4 \| \| \| \| 2 \| \| Paradorn Srichaphan Mark Philippoussis \| 1 6 \| 4 6 \| \| \| \| 3 \| \| Tamarine Tanasugarn / Paradorn Srichaphan Jelena Dokić / Mark Philippoussis \| 3 6 \| 6 3 \| 6 4 \| \| |                                                                   |                                                                             |             |     |     |  |
| |                                                                   |                                                                             | 1           | 2   | 3   |  |
| 1 | Thailandia (bandiera) · Australia (bandiera)                      | Tamarine Tanasugarn Jelena Dokić                                            | 6 1         | 6 4 |     |  |
| 2 | Thailandia (bandiera) · Australia (bandiera)                      | Paradorn Srichaphan Mark Philippoussis                                      | 1 6         | 4 6 |     |  |
| 3 | Thailandia (bandiera) · Australia (bandiera)                      | Tamarine Tanasugarn / Paradorn Srichaphan Jelena Dokić / Mark Philippoussis | 3 6         | 6 3 | 6 4 |  |

### Australia vs. Austria
| Australia 2 | {{{impianto}}} {{{data}}} {{{superficie}}} | {{{impianto}}} {{{data}}} {{{superficie}}}                       | Austria 1 |     |     |  |
| \| \| \| \| 1 \| 2 \| 3 \| \| \| - \| \| ---------------------------------------------------------------- \| --- \| --- \| --- \| \| \| 1 \| \| Jelena Dokić Barbara Schett \| 1 6 \| 6 2 \| 7 5 \| \| \| 2 \| \| Mark Philippoussis Stefan Koubek \| 6 3 \| 3 6 \| 6 1 \| \| \| 3 \| \| Jelena Dokić / Mark Philippoussis Barbara Schett / Stefan Koubek \| 5 7 \| 3 6 \| \| \| |                                            |                                                                  |           |     |     |  |
| |                                            |                                                                  | 1         | 2   | 3   |  |
| 1 | Australia (bandiera) · Austria (bandiera)  | Jelena Dokić Barbara Schett                                      | 1 6       | 6 2 | 7 5 |  |
| 2 | Australia (bandiera) · Austria (bandiera)  | Mark Philippoussis Stefan Koubek                                 | 6 3       | 3 6 | 6 1 |  |
| 3 | Australia (bandiera) · Austria (bandiera)  | Jelena Dokić / Mark Philippoussis Barbara Schett / Stefan Koubek | 5 7       | 3 6 |     |  |

### Thailandia vs. Slovacchia
| Thailandia 3 | Burswood Entertainment Complex, Perth gennaio 2000 Cemento indoor | Burswood Entertainment Complex, Perth gennaio 2000 Cemento indoor         | Slovacchia 0 |     |     |          |
| \| \| \| \| 1 \| 2 \| 3 \| \| \| - \| \| ------------------------------------------------------------------------- \| --- \| --- \| --- \| -------- \| \| 1 \| \| Tamarine Tanasugarn Henrieta Nagyová \| 6 2 \| 2 6 \| 4 1 \| Ritirata \| \| 2 \| \| Paradorn Srichaphan Karol Kučera \| 4 6 \| 7 6 \| 6 2 \| \| \| 3 \| \| Tamarine Tanasugarn / Paradorn Srichaphan Henrieta Nagyová / Karol Kučera \| \| \| \| w/o \| |                                                                   |                                                                           |              |     |     |          |
| |                                                                   |                                                                           | 1            | 2   | 3   |          |
| 1 | Thailandia (bandiera) · Slovacchia (bandiera)                     | Tamarine Tanasugarn Henrieta Nagyová                                      | 6 2          | 2 6 | 4 1 | Ritirata |
| 2 | Thailandia (bandiera) · Slovacchia (bandiera)                     | Paradorn Srichaphan Karol Kučera                                          | 4 6          | 7 6 | 6 2 |          |
| 3 | Thailandia (bandiera) · Slovacchia (bandiera)                     | Tamarine Tanasugarn / Paradorn Srichaphan Henrieta Nagyová / Karol Kučera |              |     |     | w/o      |

### Austria vs. Thailandia
| Austria 2 | Burswood Entertainment Complex, Perth gennaio 2000 Cemento indoor | Burswood Entertainment Complex, Perth gennaio 2000 Cemento indoor        | Thailandia 1 |     |     |  |
| \| \| \| \| 1 \| 2 \| 3 \| \| \| - \| \| ------------------------------------------------------------------------ \| ---- \| --- \| --- \| \| \| 1 \| \| Barbara Schett Tamarine Tanasugarn \| 7 62 \| 3 6 \| 3 6 \| \| \| 2 \| \| Stefan Koubek Paradorn Srichaphan \| 6 3 \| 6 1 \| \| \| \| 3 \| \| Barbara Schett / Stefan Koubek Tamarine Tanasugarn / Paradorn Srichaphan \| 8 7 \| \| \| \| |                                                                   |                                                                          |              |     |     |  |
| |                                                                   |                                                                          | 1            | 2   | 3   |  |
| 1 | Austria (bandiera) · Thailandia (bandiera)                        | Barbara Schett Tamarine Tanasugarn                                       | 7 62         | 3 6 | 3 6 |  |
| 2 | Austria (bandiera) · Thailandia (bandiera)                        | Stefan Koubek Paradorn Srichaphan                                        | 6 3          | 6 1 |     |  |
| 3 | Austria (bandiera) · Thailandia (bandiera)                        | Barbara Schett / Stefan Koubek Tamarine Tanasugarn / Paradorn Srichaphan | 8 7          |     |     |  |

### Giappone (Rimpiazza la Slovacchia) vs. Australia
| Giappone 3 | Burswood Entertainment Complex, Perth gennaio 2000 Cemento indoor | Burswood Entertainment Complex, Perth gennaio 2000 Cemento indoor | Australia 0 |     |   |     |
| \| \| \| \| 1 \| 2 \| 3 \| \| \| - \| \| ------------------------------------------------------------ \| --- \| --- \| - \| --- \| \| 1 \| \| Ai Sugiyama Jelena Dokić \| 6 4 \| 6 3 \| \| \| \| 2 \| \| Takao Suzuki Mark Philippoussis \| \| \| \| w/o \| \| 3 \| \| Ai Sugiyama / Takao Suzuki Jelena Dokić / Mark Philippoussis \| \| \| \| w/o \| |                                                                   |                                                                   |             |     |   |     |
| |                                                                   |                                                                   | 1           | 2   | 3 |     |
| 1 | Giappone (bandiera) · Australia (bandiera)                        | Ai Sugiyama Jelena Dokić                                          | 6 4         | 6 3 |   |     |
| 2 | Giappone (bandiera) · Australia (bandiera)                        | Takao Suzuki Mark Philippoussis                                   |             |     |   | w/o |
| 3 | Giappone (bandiera) · Australia (bandiera)                        | Ai Sugiyama / Takao Suzuki Jelena Dokić / Mark Philippoussis      |             |     |   | w/o |

## Gruppo B

### Classifica
| Posizione | Nazione     | V | S | Incontri | Set    |
| --------- | ----------- | - | - | -------- | ------ |
| 1         | Sudafrica   | 2 | 1 | 6 – 3    | 13 – 6 |
| 2         | Svezia      | 2 | 1 | 6 – 3    | 12 – 6 |
| 3         | Stati Uniti | 1 | 2 | 3 – 6    | 8 – 14 |
| 4         | Belgio      | 1 | 2 | 3 – 6    | 7 – 14 |

### Sudafrica vs. Belgio
| Sudafrica 3 | Burswood Entertainment Complex, Perth gennaio 2000 Cemento indoor | Burswood Entertainment Complex, Perth gennaio 2000 Cemento indoor    | Belgio 0 |     |   |  |
| \| \| \| \| 1 \| 2 \| 3 \| \| \| - \| \| -------------------------------------------------------------------- \| --- \| --- \| - \| \| \| 1 \| \| Amanda Coetzer Dominique Van Roost \| 6 4 \| 6 2 \| \| \| \| 2 \| \| Wayne Ferreira Xavier Malisse \| 6 2 \| 6 3 \| \| \| \| 3 \| \| Amanda Coetzer / Wayne Ferreira Dominique Van Roost / Xavier Malisse \| 7 5 \| 6 3 \| \| \| |                                                                   |                                                                      |          |     |   |  |
| |                                                                   |                                                                      | 1        | 2   | 3 |  |
| 1 | Sudafrica (bandiera) · Belgio (bandiera)                          | Amanda Coetzer Dominique Van Roost                                   | 6 4      | 6 2 |   |  |
| 2 | Sudafrica (bandiera) · Belgio (bandiera)                          | Wayne Ferreira Xavier Malisse                                        | 6 2      | 6 3 |   |  |
| 3 | Sudafrica (bandiera) · Belgio (bandiera)                          | Amanda Coetzer / Wayne Ferreira Dominique Van Roost / Xavier Malisse | 7 5      | 6 3 |   |  |

### Svezia vs. Stati Uniti
| Svezia 3 | Burswood Entertainment Complex, Perth gennaio 2000 Cemento indoor | Burswood Entertainment Complex, Perth gennaio 2000 Cemento indoor | Stati Uniti 0 |     |   |  |
| \| \| \| \| 1 \| 2 \| 3 \| \| \| - \| \| --------------------------------------------------------------- \| --- \| --- \| - \| \| \| 1 \| \| Åsa Svensson Alexandra Stevenson \| 6 4 \| 6 4 \| \| \| \| 2 \| \| Jonas Björkman James Blake \| 6 3 \| 7 5 \| \| \| \| 3 \| \| Åsa Svensson / Jonas Björkman Alexandra Stevenson / James Blake \| 6 3 \| 6 3 \| \| \| |                                                                   |                                                                   |               |     |   |  |
| |                                                                   |                                                                   | 1             | 2   | 3 |  |
| 1 | Svezia (bandiera) · Stati Uniti (bandiera)                        | Åsa Svensson Alexandra Stevenson                                  | 6 4           | 6 4 |   |  |
| 2 | Svezia (bandiera) · Stati Uniti (bandiera)                        | Jonas Björkman James Blake                                        | 6 3           | 7 5 |   |  |
| 3 | Svezia (bandiera) · Stati Uniti (bandiera)                        | Åsa Svensson / Jonas Björkman Alexandra Stevenson / James Blake   | 6 3           | 6 3 |   |  |

### Sudafrica vs. Svezia
| Sudafrica 2 | Burswood Entertainment Complex, Perth gennaio 2000 Cemento indoor | Burswood Entertainment Complex, Perth gennaio 2000 Cemento indoor | Svezia 1 |     |   |  |
| \| \| \| \| 1 \| 2 \| 3 \| \| \| - \| \| ------------------------------------------------------------- \| ---- \| --- \| - \| \| \| 1 \| \| Amanda Coetzer Åsa Svensson \| 6 4 \| 6 0 \| \| \| \| 2 \| \| Wayne Ferreira Jonas Björkman \| 6 4 \| 6 4 \| \| \| \| 3 \| \| Amanda Coetzer / Wayne Ferreira Åsa Svensson / Jonas Björkman \| 64 7 \| 3 6 \| \| \| |                                                                   |                                                                   |          |     |   |  |
| |                                                                   |                                                                   | 1        | 2   | 3 |  |
| 1 | Sudafrica (bandiera) · Svezia (bandiera)                          | Amanda Coetzer Åsa Svensson                                       | 6 4      | 6 0 |   |  |
| 2 | Sudafrica (bandiera) · Svezia (bandiera)                          | Wayne Ferreira Jonas Björkman                                     | 6 4      | 6 4 |   |  |
| 3 | Sudafrica (bandiera) · Svezia (bandiera)                          | Amanda Coetzer / Wayne Ferreira Åsa Svensson / Jonas Björkman     | 64 7     | 3 6 |   |  |

### Stati Uniti vs. Belgio
| Stati Uniti 1 | Burswood Entertainment Complex, Perth gennaio 2000 Cemento indoor | Burswood Entertainment Complex, Perth gennaio 2000 Cemento indoor      | Belgio 2 |     |     |  |
| \| \| \| \| 1 \| 2 \| 3 \| \| \| - \| \| ---------------------------------------------------------------------- \| ---- \| --- \| --- \| \| \| 1 \| \| Alexandra Stevenson Dominique Van Roost \| 6 4 \| 1 6 \| 6 4 \| \| \| 2 \| \| James Blake Xavier Malisse \| 64 7 \| 6 3 \| 3 6 \| \| \| 3 \| \| Alexandra Stevenson / James Blake Dominique Van Roost / Xavier Malisse \| 4 6 \| 6 3 \| 2 6 \| \| |                                                                   |                                                                        |          |     |     |  |
| |                                                                   |                                                                        | 1        | 2   | 3   |  |
| 1 | Stati Uniti (bandiera) · Belgio (bandiera)                        | Alexandra Stevenson Dominique Van Roost                                | 6 4      | 1 6 | 6 4 |  |
| 2 | Stati Uniti (bandiera) · Belgio (bandiera)                        | James Blake Xavier Malisse                                             | 64 7     | 6 3 | 3 6 |  |
| 3 | Stati Uniti (bandiera) · Belgio (bandiera)                        | Alexandra Stevenson / James Blake Dominique Van Roost / Xavier Malisse | 4 6      | 6 3 | 2 6 |  |

### Sudafrica vs. Stati Uniti
| Sudafrica 1 | Burswood Entertainment Complex, Perth gennaio 2000 Cemento indoor | Burswood Entertainment Complex, Perth gennaio 2000 Cemento indoor | Stati Uniti 2 |     |     |  |
| \| \| \| \| 1 \| 2 \| 3 \| \| \| - \| \| ----------------------------------------------------------------- \| ---- \| --- \| --- \| \| \| 1 \| \| Amanda Coetzer Alexandra Stevenson \| 6 3 \| 6 1 \| \| \| \| 2 \| \| Wayne Ferreira James Blake \| 4 6 \| 4 6 \| \| \| \| 3 \| \| Amanda Coetzer / Wayne Ferreira Alexandra Stevenson / James Blake \| 7 65 \| 3 6 \| 2 6 \| \| |                                                                   |                                                                   |               |     |     |  |
| |                                                                   |                                                                   | 1             | 2   | 3   |  |
| 1 | Sudafrica (bandiera) · Stati Uniti (bandiera)                     | Amanda Coetzer Alexandra Stevenson                                | 6 3           | 6 1 |     |  |
| 2 | Sudafrica (bandiera) · Stati Uniti (bandiera)                     | Wayne Ferreira James Blake                                        | 4 6           | 4 6 |     |  |
| 3 | Sudafrica (bandiera) · Stati Uniti (bandiera)                     | Amanda Coetzer / Wayne Ferreira Alexandra Stevenson / James Blake | 7 65          | 3 6 | 2 6 |  |

### Belgio vs. Svezia
| Belgio 1 | Burswood Entertainment Complex, Perth gennaio 2000 Cemento indoor | Burswood Entertainment Complex, Perth gennaio 2000 Cemento indoor  | Svezia 2 |     |   |  |
| \| \| \| \| 1 \| 2 \| 3 \| \| \| - \| \| ------------------------------------------------------------------ \| --- \| --- \| - \| \| \| 1 \| \| Dominique Van Roost Åsa Svensson \| 6 2 \| 6 3 \| \| \| \| 2 \| \| Xavier Malisse Jonas Björkman \| 4 6 \| 3 6 \| \| \| \| 3 \| \| Dominique Van Roost / Xavier Malisse Åsa Svensson / Jonas Björkman \| 1 6 \| 5 7 \| \| \| |                                                                   |                                                                    |          |     |   |  |
| |                                                                   |                                                                    | 1        | 2   | 3 |  |
| 1 | Belgio (bandiera) · Svezia (bandiera)                             | Dominique Van Roost Åsa Svensson                                   | 6 2      | 6 3 |   |  |
| 2 | Belgio (bandiera) · Svezia (bandiera)                             | Xavier Malisse Jonas Björkman                                      | 4 6      | 3 6 |   |  |
| 3 | Belgio (bandiera) · Svezia (bandiera)                             | Dominique Van Roost / Xavier Malisse Åsa Svensson / Jonas Björkman | 1 6      | 5 7 |   |  |

## Finale

### Sudafrica vs. Thailandia
| Sudafrica 3 | Burswood Entertainment Complex, Perth 8 gennaio 2000 Cemento indoor | Burswood Entertainment Complex, Perth 8 gennaio 2000 Cemento indoor       | Thailandia 0 |     |     |  |
| \| \| \| \| 1 \| 2 \| 3 \| \| \| - \| \| ------------------------------------------------------------------------- \| --- \| --- \| --- \| \| \| 1 \| \| Amanda Coetzer Tamarine Tanasugarn \| 3 6 \| 6 4 \| 6 4 \| \| \| 2 \| \| Wayne Ferreira Paradorn Srichaphan \| 7 6 \| 6 3 \| \| \| \| 3 \| \| Amanda Coetzer / Wayne Ferreira Tamarine Tanasugarn / Paradorn Srichaphan \| 8 1 \| \| \| \| |                                                                     |                                                                           |              |     |     |  |
| |                                                                     |                                                                           | 1            | 2   | 3   |  |
| 1 | Sudafrica (bandiera) · Thailandia (bandiera)                        | Amanda Coetzer Tamarine Tanasugarn                                        | 3 6          | 6 4 | 6 4 |  |
| 2 | Sudafrica (bandiera) · Thailandia (bandiera)                        | Wayne Ferreira Paradorn Srichaphan                                        | 7 6          | 6 3 |     |  |
| 3 | Sudafrica (bandiera) · Thailandia (bandiera)                        | Amanda Coetzer / Wayne Ferreira Tamarine Tanasugarn / Paradorn Srichaphan | 8 1          |     |     |  |

## Campioni
| Vincitori della Hopman Cup 2000 |
| ------------------------------- |
| Sudafrica (1º titolo)           |